# معركة الكرازة
معركة الكرازة (بالإسبانية: Batalla de Alcoraz)‏ هي معركة وقعت في 30 ذي القعدة 489 هـ/18 نوفمبر 1096 م بالقرب من وشقة بين قوات مملكة أراغون المحاصرة للمدينة بقيادة الملك بيدرو الأول ضد قوات سرقسطة التي هبّت لنجدة المدينة بقيادة المستعين بن هود، والمدعومة من حليفه ملك قشتالة.
بدأ حصار وشقة سنة 1094 م بقيادة ملك أراغون السابق سانشو راميريث الذي قتل بسهم أثناء تفقّده لأحوال أسوار وشقة أثناء الحصار. واصل ولده بيدرو الحصار، كما استطاع هزيمة قوات ابن هود التي حاولت فك الحصار، وقتل من المسلمين عدد كبير بلغ نحو 12,000 جندي، من بينهم غارسيا أردونيث قائد جند قشتالة، فاضطر أهل وشقة للتسليم بعد حصار دام ثلاثين شهرًا، وفي الحال جعل بيدرو مسجد وشقة الجامع كنيسة، وجعلها عاصمة لمملكته. إدعت بعض المصار الغربية المعاصرة لتلك الفترة أن القديس جورج ظلّل تاج أراغون أثناء المعركة لجهودهم في معارك الاسترداد.